# Drexel (Carolina del Nord)
Drexel és una població dels Estats Units a l'estat de Carolina del Nord. Segons el cens del 2000 tenia 1.938 habitants.

## Demografia
Segons el cens del 2000, Drexel tenia 1.938 habitants, 759 habitatges i 503 famílies. La densitat de població era de 534,5 habitants per km².
Dels 759 habitatges en un 31,2% hi vivien nens de menys de 18 anys, en un 48,7% hi vivien parelles casades, en un 13,3% dones solteres, i en un 33,6% no eren unitats familiars. En el 30,3% dels habitatges hi vivien persones soles el 13,8% de les quals corresponia a persones de 65 anys o més que vivien soles. El nombre mitjà de persones vivint en cada habitatge era de 2,4 i el nombre mitjà de persones que vivien en cada família era de 3.
Per edats la població es repartia de la següent manera: un 25,4% tenia menys de 18 anys, un 7,1% entre 18 i 24, un 28% entre 25 i 44, un 19,8% de 45 a 60 i un 19,7% 65 anys o més.
L'edat mediana era de 38 anys. Per cada 100 dones de 18 o més anys hi havia 75,4 homes.
La renda mediana per habitatge era de 35.086 $ i la renda mediana per família de 41.917 $. Els homes tenien una renda mediana de 28.500 $ mentre que les dones 22.827 $. La renda per capita de la població era de 18.463 $. Entorn del 4,9% de les famílies i el 7,1% de la població estaven per davall del llindar de pobresa.

## Poblacions més properes
El següent diagrama mostra les poblacions més properes.